# Dialog konkurencyjny
Dialog konkurencyjny – tryb udzielenia zamówienia publicznego, w którym po publicznym
ogłoszeniu o zamówieniu zamawiający prowadzi z wybranymi przez siebie wykonawcami dialog, a następnie zaprasza ich do składania ofert. 
Tryb ten możliwy jest do zastosowania, jeżeli spełniona jest przynajmniej jedna z przesłanek zastosowania negocjacji z ogłoszeniem, o których mowa w art. 153 Prawa zamówień publicznych.
Jest to tryb postępowania dwuetapowy. W pierwszym etapie wykonawcy w odpowiedzi na publiczne ogłoszenie o zamówieniu składają wnioski o dopuszczenie do udziału w postępowaniu, na podstawie których są kwalifikowani do dalszego udziału w postępowaniu. Z zakwalifikowanymi wykonawcami zamawiający prowadzi dialog, a po jego zakończeniu składają oni oferty. Charakterystycznym elementem tego trybu jest fakt, że dokładne opisanie przedmiotu zamówienia przez zamawiającego następuje dopiero po ukończeniu dialogu z wykonawcami.